# Philipp Klar
Philipp Klar (* 15. April 1992 in Wien) ist ein ehemaliger österreichischer Fußballtorwart.

## Karriere
Klar begann seine Karriere beim SK Rapid Wien, bei dem er später auch in der Akademie spielte. Im Mai 2010 debütierte er für die Amateure von Rapid in der Regionalliga, als er am 28. Spieltag der Saison 2009/10 gegen den SV Wienerberg in der Startelf stand.
Zur Saison 2011/12 wechselte er zum viertklassigen FC Mistelbach. Sein erstes Spiel für Mistelbach in der Landesliga absolvierte er im August 2011 gegen den SV Würmla. Nach acht Spielen in der Landesliga für den Verein wechselte er im Jänner 2012 zum Ligakonkurrenten SV Leobendorf. Für Leobendorf kam er in zwei Spielen zum Einsatz.
Zur Saison 2012/13 wechselte er zum Regionalligisten SV Schwechat. Für Schwechat absolvierte er in jener Saison 15 Spiele in der Regionalliga. Nach Saisonende verließ er den Verein. Nach einem halben Jahr ohne Verein wechselte Klar im Jänner 2014 zum SC Ritzing. In seinen dreieinhalb Jahren im Burgenland kam Klar zu 13 Einsätzen in der Regionalliga. Nach dem Rückzug von Ritzing aus dieser 2017 verließ er den Verein.
Daraufhin wechselte er zur Saison 2017/18 zum First Vienna FC. Für die Vienna kam er nicht zum Einsatz. Nach der Zwangsversetzung des Vereins in die fünfthöchsten Spielklasse schloss er sich im Februar 2018 dem Regionalligisten Wiener Sport-Club an. Auch für den WSC absolvierte er kein Spiel in der Regionalliga.
Im Juli 2018 wechselte er zum Zweitligisten SC Wiener Neustadt. Sein Debüt in der 2. Liga gab er im August 2018, als er am dritten Spieltag der Saison 2018/19 gegen den SK Vorwärts Steyr in der 35. Minute für den verletzten Domenik Schierl eingewechselt wurde. Nach dem Zwangsabstieg von Wiener Neustadt zu Saisonende verließ er den Verein. Nach einem halben Jahr ohne Verein wechselte er im Februar 2020 zum viertklassigen ASK Elektra Wien. Für Elektra kam er zu zwei Einsätzen, ehe die Saison aufgrund der COVID-19-Pandemie abgebrochen wurde. Zur Saison 2020/21 kehrte er zu Wiener Neustadt zurück. Nach 24 Einsätzen in der Regionalliga Ost beendete Klar im Sommer 2022 seine aktive Karriere.